# El choclo

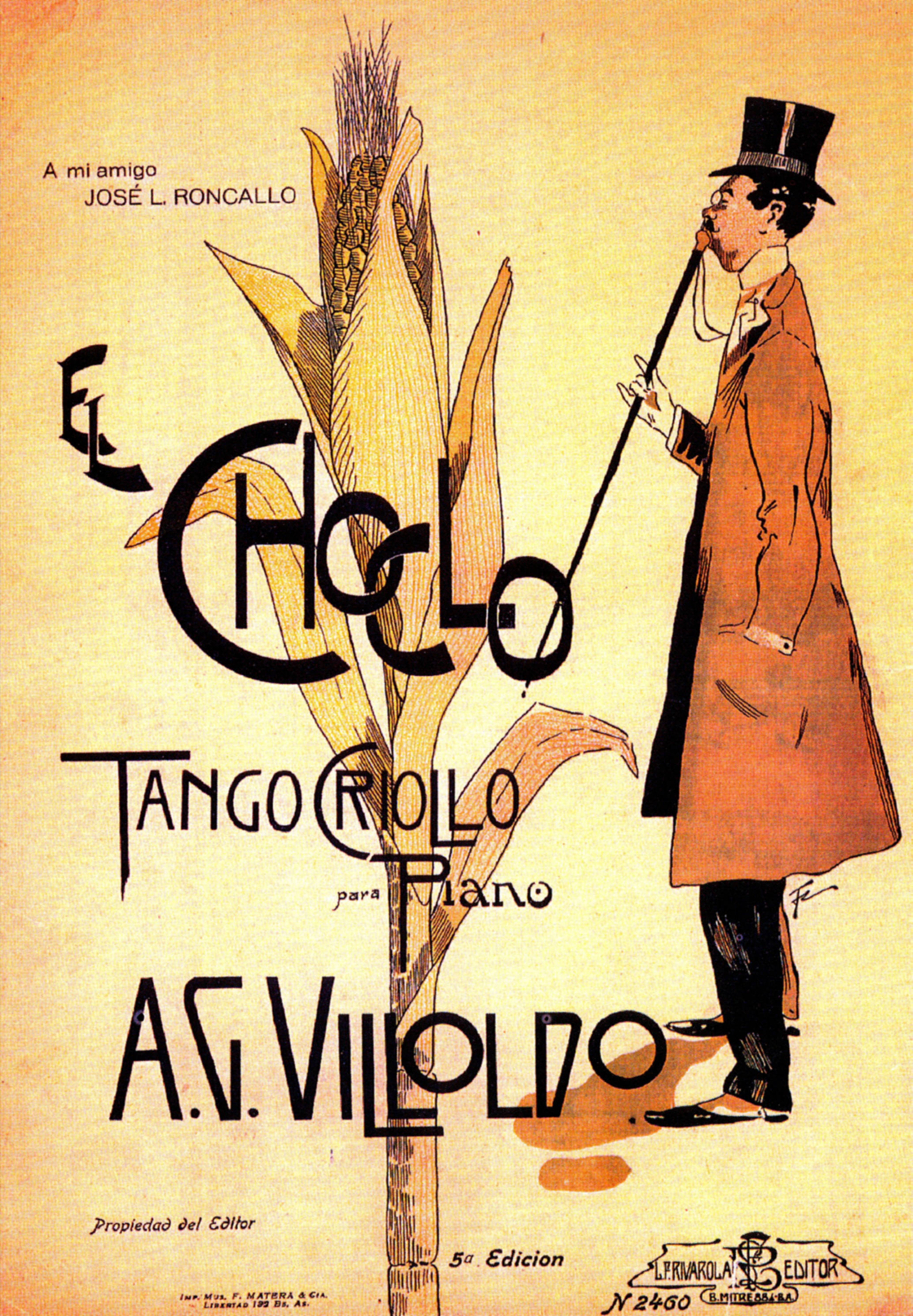
Manifesto pubblicitario originale per El choclo

El choclo è il titolo di una famosa canzone di tango argentino detto della «Guardia vieja» scritto dal musicista Ángel Gregorio Villoldo Arroyo nel 1903.
Il debutto di questo tango si è avuto il 3 novembre 1903 per l'orchestra di José luis Roncallo, che ne aveva trascritto la partitura e fu eseguita in un elegante ristorante di Buenos Aires: "El Americano".

In quel periodo, il tango non era ben visto dall'alta società della città, ma bensì relegato ai ceti più poveri e marginali, pertanto, quando il direttore dell'orchestra annunciava il prossimo pezzo, questi lo presentò come una non meglio specifica «Danza creola», per evitare i pregiudizi del proprietario e degli astanti.
(Jorge Luis Borges, Evaristo Carriego, traduzione di Domenico Porzio)

## Interpreti
Ángel Vargas cantò questo tango sul testo di Marambio Catán con la grande l'orchestra di Angel D'Agostino. Il testo scritto da Enrique Santos Discépolo nel 1947 fu pubblicato nello stesso anno per la famosa cantante Libertad Lamarque nel film Gran casino del regista spagnolo Luis Buñuel. Altra grande interprete di questo pezzo fu Tita Merello, che lo incluse come parte integrante del suo repertorio principale. Un'altra grande orchestra che ha interpretato questo pezzo è quella di Francisco Canaro. L'orchestra di Juan D’Arienzo incise El choclo in due versioni.
Nel 1952 La melodia fu adattata per il testo scritto da Lester Allen e musica di Robert Hill con il titolo Kiss of Fire (1952), che comunque hanno entrambi riconosciuto la paternità della partitura e del testo originale a Angel Villoldo. I cambiamenti fatti si riferiscono a due cambi di battuta di ritmo nella prima parte, aggiungendo un fraseggio di ispirazione Flamenco nella seconda e eliminarono completamente la terza. Nel 19 marzo del 1955, Louis Armstrong incise Kiss of Fire (nel disco edito da Decca n. 28.177, pubblicato in Argentina come Decca n. 333.317, e in quella occasione si citò esplicitamente come autore Angel Villoldo, Marambio Catán e Santos Discépolo).
Sempre nel 1955 questa versione ispirò un film omonimo del regista Joseph M. Newman e interpretato da Jack Palance e Barbara Rush tratto da un romanzo di avventura di Jonreed Lauritzen.
In Italia è stata interpretata nel 1965 da Patty Pravo in una delle primissime registrazioni della cantante, ed usata nei vari special e caroselli dell'epoca.
Nel film di Ken Russell, Valentino, Rudol'f Nuriev balla un tango con una coreografia definita da alcuni critici piuttosto eterodossa.

## Cover
- 1948 - Mantovani, nel 78 giri Tangos by Mantovani (London Records – LA-17), pubblicato negli Stati Uniti d'America.
- 1952 - Billy Eckstine with Orchestra Nelson Riddle (live The Ed Sullivan Show)
- 1952 - Luis Armstrong
- 1958 - Caterina Valente
- 1959 - Nat King Cole, 45 giri pubblicato in Finlandia (Columbia Records – F 209); album A mis amigos (Columbia Records – W1220), pubblicato negli Stati Uniti d'America, Italia, Turchia, Argentina e Canada.
- 1960 - Gigi Stok, EP (La Voce del Padrone – 7E MQ 140); album del 1962 Fisarmonica indiavolata (La Voce del Padrone – QELP 8062), pubblicato negli Stati Uniti d'America e Italia.
- 1963 - The Noise Makers, 45 giri (Imperial Records – IH 547), pubblicato nei Paesi Bassi.
- 1968 - Milva nell'album Tango, con il titolo All'osteria, (Dischi Ricordi - SMRL 6058), pubblicato in Grecia, Italia e Giappone.
- 1974 - Mario Rusca, 45 giri (UniFunk – AR. 02151); cassetta Sintetizziamo il liscio Vol. 2° (UniFunk – MCS 03023).
- 1980 - Orquesta Típica Victor nell'album El choclo (RCA Records – RMP-5057), pubblicato in Giappone.
- 1996 - Julio Iglesias, singolo, (Columbia Records – COL 663931 2), pubblicato in Europa, Asia, Paesi Bassi, Messico e Australia; album Tango (Columbia Records – 486675 2), pubblicato in Venezuela, Stati Uniti d'America, Paesi Bassi, Romania e Europa.
- xxxx - Pepe del Sol Orquesta, 45 giri (Kraftone – K 46), pubblicato in Belgio.

## Testo e Versioni

### Testo originale
que más tarde nos da el choclo
por eso de la garganta
dijo que estaba humilloso.
Y yo como no soy otro
más que un tanguero de fama
murmuro con alborozo
está muy de la banana.
Hay choclos que tienen
las espigas de oro
que son las que adoro
con tierna pasión,
cuando trabajando
llenito de abrojos
estoy con rastrojos
como humilde peón.
De lavada enrubia
en largas quedejas
contemplo parejas
si es como crecer,
con esos bigotes
que la tierra virgen
al noble paisano
le suele ofrecer.
A veces el choclo
asa en los fogones
calma las pasiones
y dichas de amor,
cuando algún paisano
lo está cocinando
y otro está cebando
un buen cimarrón.
Luego que la humita
está preparada,
bajo la enramada
se oye un pericón,
y junto al alero,
de un rancho deshecho
surge de algún pecho
la alegre canción.»

### Testo di Juan Carlos Marambio Catán
que en mi horas de tristeza,
traes a mi mente
tu recuerdo cariñoso
y encadenandome a tus notas
dulcemente,
siento que el alma
se me encoje poco a poco.
Hoy que los años
han blanqueado ya mis sienes,
tango querido,
viejo tango que me embarga,
con la cadencia
de su musica sentida,
recuerdo aquella epoca,
tan linda que se fue.»

### Testo di Enrique Santos Discépolo
se ató dos alas la ambición de mi suburbio;
con este tango nació el tango, y como un grito
salió del sórdido barrial buscando el cielo;
conjuro extraño de un amor hecho cadencia
que abrió caminos sin más ley que la esperanza,
mezcla de rabia, de dolor, de fe, de ausencia
llorando en la inocencia de un ritmo juguetón.
Por tu milagro de notas agoreras
nacieron, sin pensarlo, las paicas y las grelas,
luna de charcos, canyengue en las caderas
y un ansia fiera en la manera de querer...
Al evocarte, tango querido,
siento que tiemblan las baldosas de un bailongo
y oigo el rezongo de mi pasado...
Hoy, que no tengo más a mi madre,
siento que llega en punta 'e pié para besarme
cuando tu canto nace al son de un bandoneón.
Carancanfunfa se hizo al mar con tu bandera
y en un pernó mezcló a París con Puente Alsina.
Triste compadre del gavión y de la mina
y hasta comadre del bacán y la pebeta.
Por vos shusheta, cana, reo y mishiadura
se hicieron voces al nacer con tu destino...
Misa de faldas, querosén, tajo y cuchillo,
que ardió en los conventillos y ardió en mi corazón.»